# Atrichopogon multiplex
Atrichopogon multiplex är en tvåvingeart som beskrevs av Bose och Gupta 2003. Atrichopogon multiplex ingår i släktet Atrichopogon och familjen svidknott. Inga underarter finns listade i Catalogue of Life.